# Tour de la Lanzada
La tour de la Lanzada correspond aux vestiges d'une tour-château d'origine médiévale dans la province de Pontevedra en Espagne. Elle a été construite par les merinos d'Iria Flavia dans le Salnés pour la défense des terres de l'archidiocèse de Saint-Jacques-de-Compostelle contre les attaques normandes du haut et du bas Moyen Âge.

## Emplacement
La tour se dresse sur la rive sud de la plage de la Lanzada, dans la paroisse civile de Noalla (Sanxenxo ), à côté de la chapelle Notre-Dame de la Lanzada et du castro du même nom.

## Histoire
C'est le dernier vestige d'un château datant du Xe siècle (vers l'an 960) construit sur les vestiges d'un ancien phare phénicien ou romain. Il a été commandé par Sisnando II pour défendre Saint-Jacques-de-Compostelle contre les attaques des Vikings et des Normands. Il servait d'avant-poste défensif aux côtés d'autres forteresses de la archiépiscopat de Saint-Jacques-de-Compostelle et de premier contact contre d'éventuels ennemis, transmettant des signaux de danger aux autres tours défensives qui ponctuaient la ria d'Arousa, telles que les tours de Cambados et les tours de l'Oeste à Catoira. Le système défensif consistait à faire des feux de joie dans la tour que l'on voyait depuis la tour de San Sadurniño (Cambados), qui à son tour alertait celle de Catoira, et ainsi de suite jusqu'à Saint-Jacques-de-Compostelle.
En l'an 1121, coïncidant avec l'accord de paix de la reine Urraque Ire avec l'évêque Diego Gelmírez, il est décidé que le second recevra la première des forteresses du château Honesto et celle de la Lanzada; peu de temps après, le château subit une attaque de pirates maures qui avaient succédé aux Normands comme une menace sur la côte galicienne. Le château est également mentionné dans des documents du XIIIe siècle.
En 1467, la tour fut assiégée par les Irmandiños, qui la conquirent en l'attaquant depuis la mer. Après la défaite des principaux chefs Irmandiños, Alfonso de Lanzós et Pedro Osorio, le château de La Lanzada est devenu le dernier bastion des insurgés. Dans les ruines de la forteresse détruites par eux-mêmes, ils ont résisté jusqu'à ce qu'ils aient épuisé toutes les possibilités de défense mais ils ont été capturés. Après ces événements, le château a été abandonné.

## Situation actuelle
De l'ancien château il ne reste aujourd'hui que la chapelle et l'une des tours à moitié détruites. La tour actuelle est quadrangulaire avec des murs de maçonnerie - taillés dans du grès peu composé, sauf dans les joints des murs.
Il y a quelques années, des travaux qui ont gravement affecté son intégrité ont été menés sur ce site historique, perdant les vestiges restants de son mur et recouvrant d'un nouveau mur l'ancien pont de communication avec le château, qui avait été un pont-levis à l'origine.

## Galerie d'images

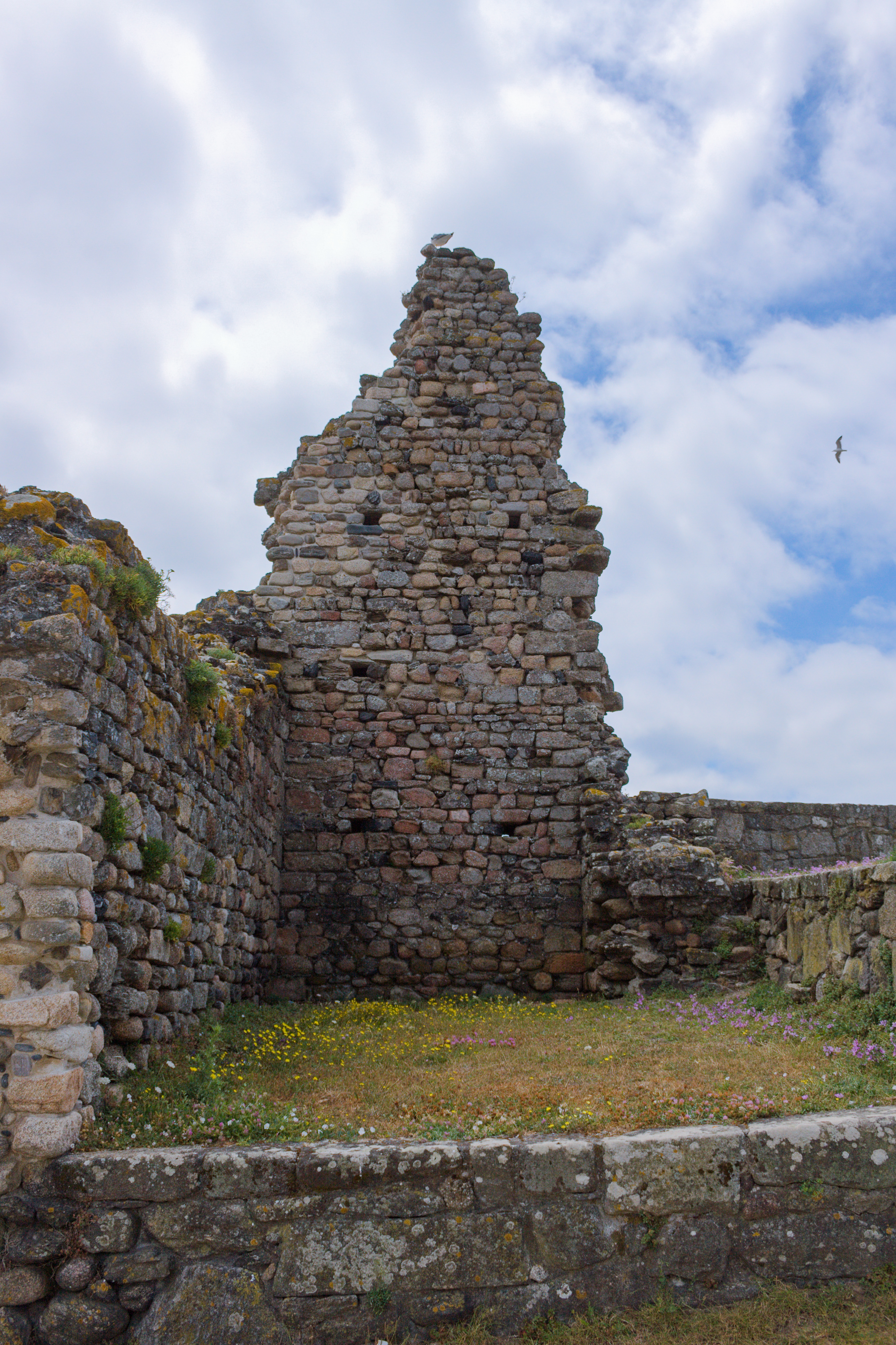
Vestiges de la tour.
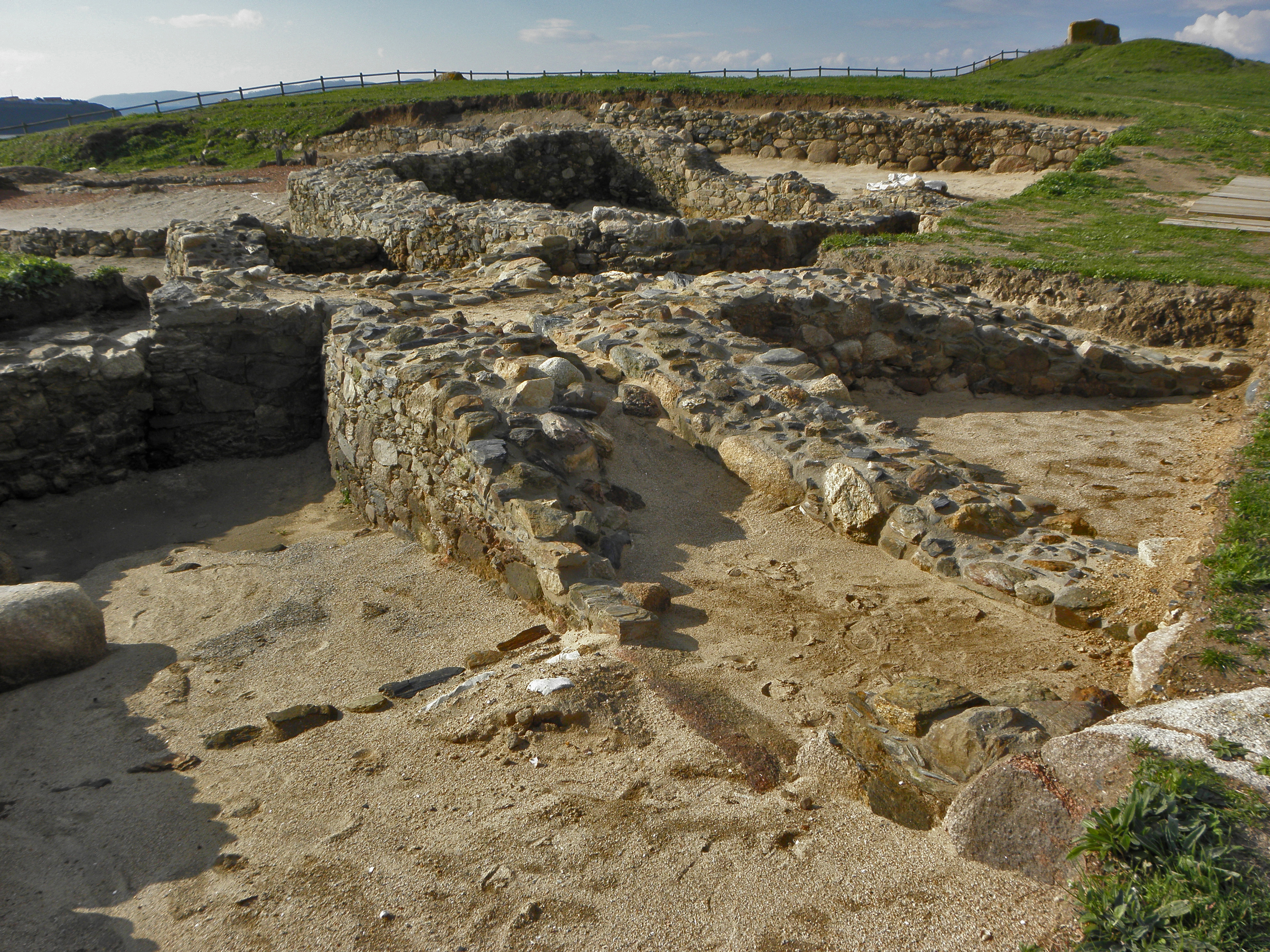
Castro de La Lanzada.
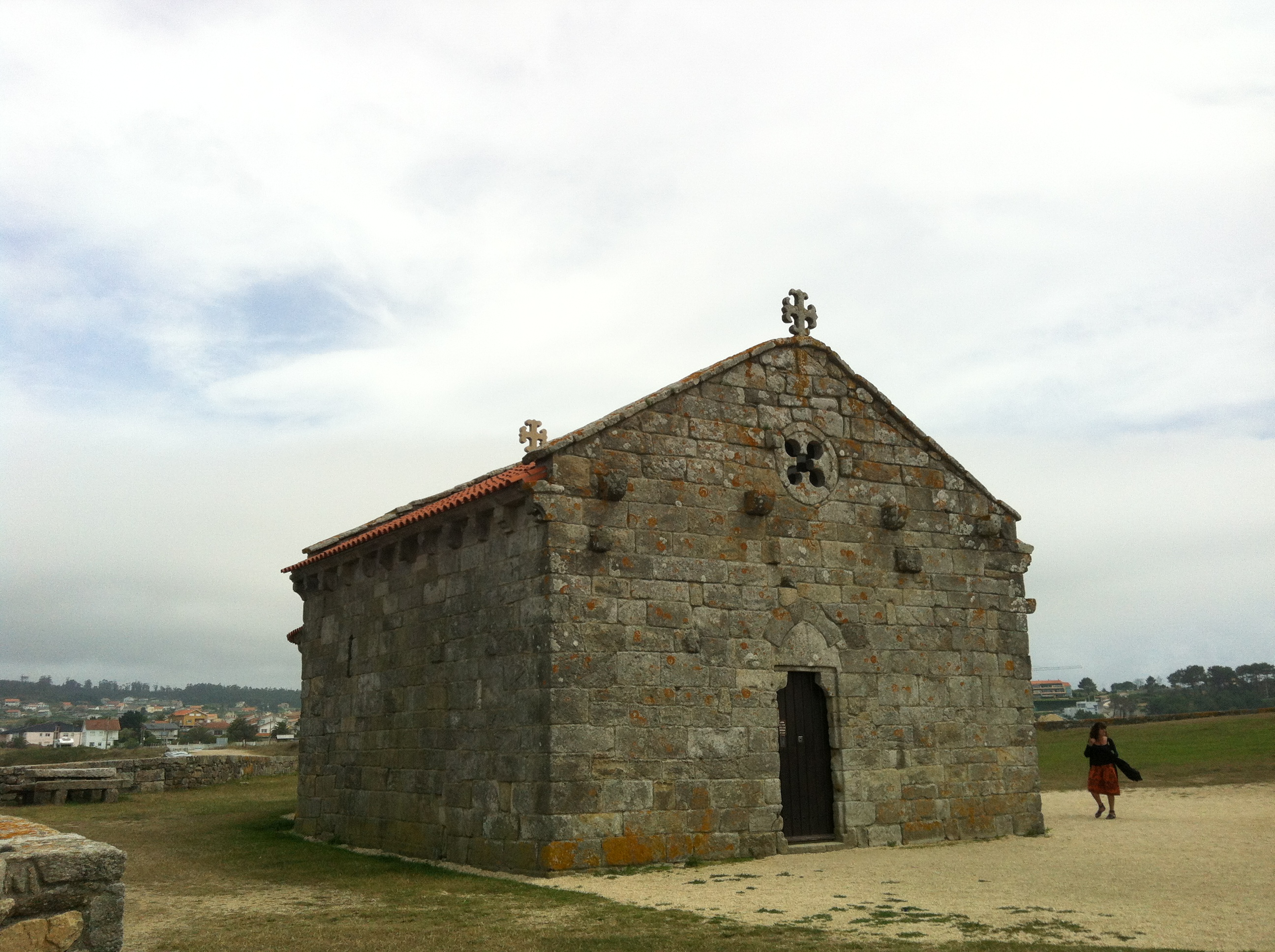
La chapelle faisant partie du château.

## Voir également

### Autres articles
- Château
- Vikings en Galice
- Chapelle Notre Dame de la Lanzada
- Plage de la Lanzada